# Euploea palilia
Euploea palilia är en fjärilsart som beskrevs av Hans Fruhstorfer 1910. Euploea palilia ingår i släktet Euploea och familjen praktfjärilar. Inga underarter finns listade i Catalogue of Life.